# Sposami, stupido!
Sposami, stupido! (Épouse-moi mon pote) è un film del 2017 diretto da Tarek Boudali.
È il primo lungometraggio diretto da Tarek Boudali (che interpreta anche il ruolo principale nel film). Il film è uscito il 25 ottobre 2017 in Francia e il 20 giugno 2018 in Italia.
L'opera si rifà alla pellicola statunitense Io vi dichiaro marito e... marito dove il matrimonio tra due uomini avviene per incassare una pensione di reversibilità.

## Trama
Yassine è un ragazzo che dal Marocco va a vivere a Parigi e tutto sembra andare bene quando, per una sveglia che non è suonata, non si presenta a un esame universitario, perdendo il diritto per il visto studentesco e diventando un immigrato clandestino.
Risolve il problema sposandosi con il suo migliore amico Fred per ottenere la cittadinanza: tuttavia, un ufficiale dell'immigrazione, Dussart, sembra aver capito la loro finta unione matrimoniale.

## Produzione
Il film ha goduto di un budget di 6 milioni di dollari americani.

## Accoglienza

### Incassi
Il film ha incassato complessivamente 21,2 milioni di dollari americani.

### Critica
Sull'aggregatore di recensioni Rotten Tomatoes l'opera ha il 40% di recensioni positive con una valutazione media di 4/10. Su Filmtv.it l'opera è valutata con 2 stelline su 5.

## Casi mediatici
Il film ha ricevuto molte critiche dalla comunità LGBT francese che lo ha accusato di voler cavalcare vecchi stereotipi, come il fatto che i gay pensino sempre al sesso oppure siano effeminati. Il gruppo ACT UP ha incollato sui manifesti del film una striscia con scritto: “Film certificato omofobo”. Il presidente di SOS Homophobie, Joel Deumier, ha detto che quasi tutte le battute del film tendono a cavalcare gli stereotipi sugli omosessuali”.
Il regista, Tarek Boudali, si è difeso da tali accuse dicendo: “Non ho voluto ferire nessuna comunità e nessun omosessuale, il mio umorismo è fatto per accogliere, non per dividere”.